# جزیره استوارت
جزیره استیوارت (به لاتین: Stewart Island) یک جزیره در نیوزیلند است که در سرزمین جنوبی، نیوزیلند واقع شده‌است.

## خصوصیات
جزیره استیوارت ۳۸۱ نفر جمعیت دارد و ۹۷۹ متر بالاتر از سطح دریا واقع شده‌است.